# آيت واقدير (تاونزا)
آيت واقدير هي إحدى مشيخات المملكة المغربية، تتبع جغرافيا لإقليم أزيلال وإداريًا لتاونزا. يقدر عدد سكانها بـ 2952 نسمة حسب الإحصاء الرسمي للسكان والسكنى لسنة 2004.